# International Standard Bibliographic Description

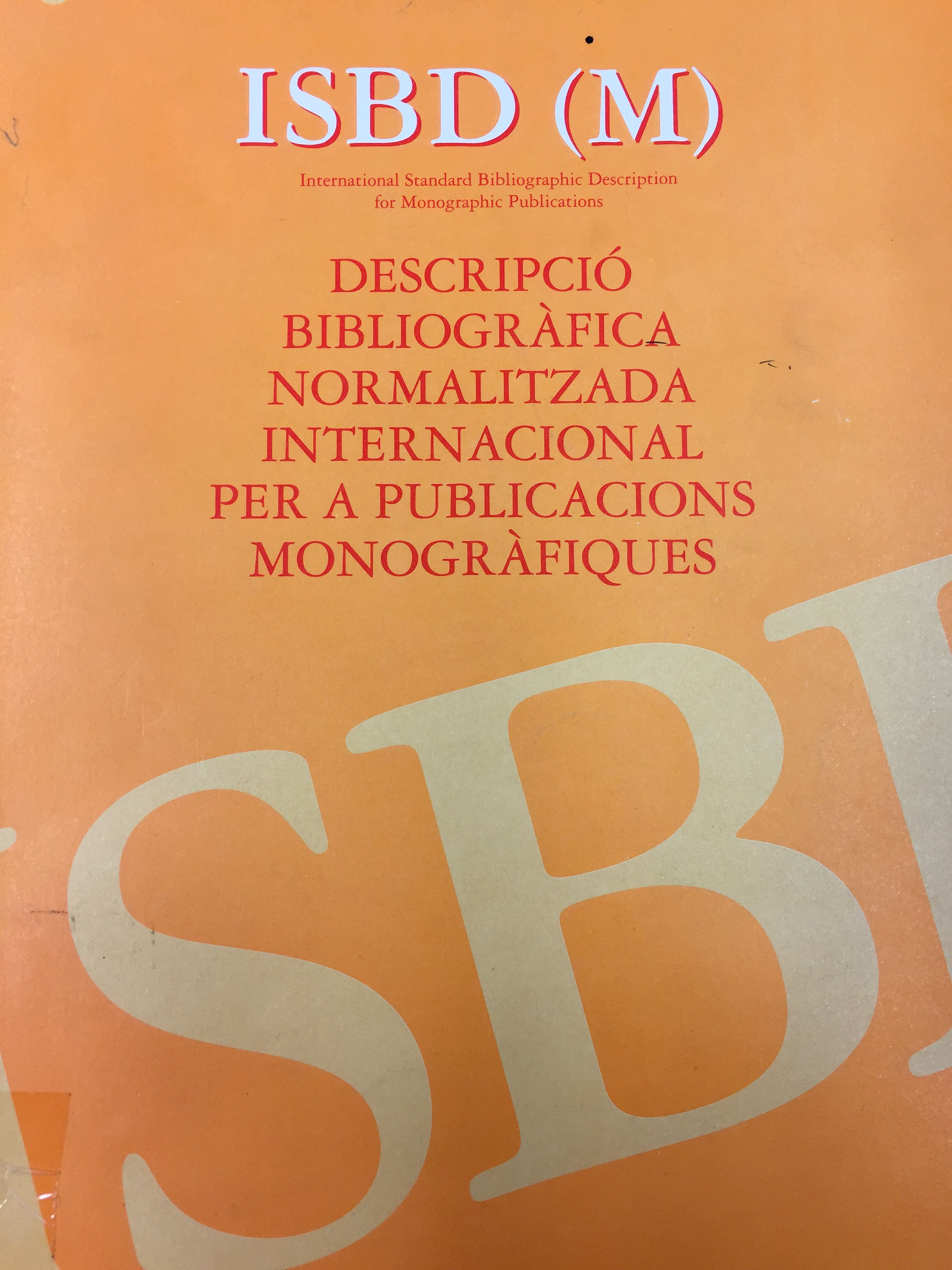
Exemple de normes de description bibliographique

L’International Standard Bibliographic Description (ISBD) (en français : Description bibliographique internationale normalisée) désigne une norme internationale de description de catalogage définie par l'IFLA, Fédération internationale des associations de bibliothécaires et d'institutions. Les traductions officielles de cette norme en français sont assurées par la Bibliothèque nationale de France, anciennement avec la collaboration de la Bibliothèque nationale du Québec pour certaines éditions des normes dans cette famille avant la consolidation de 2007.
L’ISBD est un regroupement de prérequis nécessaires pour la description et l’identification de ressources publiées qui sont susceptibles d’apparaitre au sein de collections bibliothèques. Ce standard est aussi utilisé pour adapter ces ressources pour ceux qui ont des troubles de visions et les publications seulement disponibles sous conditions spécifiques, comme pour vente sous demande. L’ISBD détermine les données qui doivent être enregistrées et l’ordre spécifique que doivent suivre les notices pour décrire une ressource cataloguée. Il utilise des éléments de ponctuation pour organiser les données et en permettre une connaissance plus efficace, peu importe la langue de la description.
Le but de l’ISBD est de présenter les stipulations pour un standard de catalogage à l’internationale pour faciliter l’échange de ressources bibliographies mondiales au sein des agences bibliographiques nationales et les bibliothèques internationales pour la communauté de sciences de l'information.

## Historique
La volonté de constituer une norme internationale en la matière s'est traduite en 1954 par la constitution d'un groupe de travail au sein de l'IFLA. En 1961, ce groupe présente à la Conférence internationale sur la normalisation du catalogage qui se tient à Paris les premiers résultats de ses travaux. Ce document prend le titre de Principes de Paris. La norme ISBD elle-même est finalement publiée en 1971.
En 1971, les premières recommandations sont publiées. L’ISBD pour les monographies est la première édition publiée à la suite du mandat de la Rencontre internationale des Experts en Catalogage organisée par l’IFLA en 1969. Plusieurs révisions nationales par des comités nationaux ont apporté en 1974 la publication d’un texte révisé connue comme la « Première édition publiée. »   
En 1975, le comité « Joint Steering Committee for Revision of the Anglo-American Cataloguing Rules » propose le développement d’un standard international de bibliographie pour les types de ressources bibliothécaires les plus communes. En 1977, ils publient l’ISBD (G) pour ensuite être révisés avec l’ISBD (M) pour publier la première version révisée en 1978.
En 2011, la version consolidée de l’ISBD est publiée. Toutefois, une nouvelle révision est plus complexe avec l’ajout d’un but technologique sous la forme de données liées. En 2018. Le groupe d’éditeurs de l’ISBD a été établi avec le but de commencer une nouvelle révision du texte. Toutefois, plusieurs différentes approches à ces révisions ont apporté des changements au groupe en mai 2019. Les révisions avaient comme but d’essayer d’aligner l’ISBD avec le standard de références de l’IFLA (LRM) pour assurer un modèle universel avec l’ISBD et assurer que l’ISBD continue d’accomplir les besoins de ses usagers.

### Famille de normes
Jusqu'en 2007, il existait une norme générale, dite ISBD(G), complétée par des normes particulières à différents médias :
- ISBD(A) pour les documents anciens (par convention antérieurs à 1801) ;
- ISBD(M) : monographies ;
- ISBD(S) [serials] remplacé par ISBD(CR) : publications en série et autres ressources continues [continuing ressources] ;
- ISBD(CF) [computer files] remplacé par ISBD(ER) : ressources électroniques [electronic resources] ;
- ISBD(NBM) : « non-livres » [non-book material] ;
- ISBD(PM) : musique imprimée [printed music].

Les différents ISBD pouvaient éventuellement se combiner dans le respect de la norme générale : une ressource continue constituée de différentes livraisons de musique imprimée et publiée avant 1801 pouvait être cataloguée en combinant des règles de l'ISBD(A), de l'ISBD(CR) et de l'ISBD(PM).

### ISBD consolidée
Les ISBD ci-dessus ont été consolidés en un document unique version préliminaire en 2007, version finale en 2011.

## Caractéristiques de l'ISBD
Ces caractéristiques sont établies par l’IFLA pour garantir un standard bibliographique fiable universel et intégrable à travers différents catalogues multimédias au sein des divers établissements à tous les niveaux du niveau local au niveau international. Principalement utilisé par les bibliothèques et les agences bibliographiques nationales, l’ISBD définit tous aspects de description d’une notice utilisés par une bibliographie nationale, pour permettre d’éviter un recours ultérieur à la ressource pour des fins d’identification. Ce standard s’applique aussi aux notices bibliothécaires, surtout les bibliothèques qui travaillent en réseau. Même si elles ne sont pas obligées d’inclure tous les éléments de l’ISBD, elles doivent être capables de récupérer les éléments nécessaires à partir de la bibliographie nationale.
- Permets une précision des éléments requis pour établir une description bibliographique par une agence bibliographique nationale ;
- Standard de l’ordre de présentation au sein de 8 zones ;
- Ponctuation utilisée pour délimiter les caractéristiques, ceci consiste d’un codage compréhensible de manière universel ;
- Standard des règles de transcriptions selon les sources d’information identifiée[6].

## Ressources inédites
L’ISBD était le standard pour toutes ressources publiées. Il n’y avait aucune règle pour les manuscrits. Ce manque de standard a créé plusieurs cas où les catalogueurs ont dû faire des choix pour adapter les descriptions de ces ressources au sein de leurs systèmes. Ceci a apporté de l’incohérence par rapport au standard et la constance de l’ISBD. Lors de la publication de la version consolidée en 2011, il était trop tard pour inclure les caractéristiques nécessaires pour ces ressources. Toutefois, pendant la mise à jour du standard, le catalogage de ces ressources est maintenant incluse pour plusieurs types de ressources inédites, surtout les manuscrits et comprend aussi les versions électroniques disponibles au sein d’une collection d’une bibliothèque. Ceci a apporté plusieurs nouvelles règles pour assurer l’inclusion de toutes les ressources nécessaires comme les ressources musicales et pour assurer la compréhension de plusieurs spéculations qui accompagnent ces ressources et leur distribution.

## ISBD et les ressources électroniques
Selon les standards de l’ISBD, les ressources électroniques peuvent être traitées selon deux méthodes différentes. Elles peuvent être traitées selon leurs modes d’accès, soit local ou en ligne. L’accès local comprend la description d’un support matériel, comme une disquette ou une cassette qui doit être utilisée par un usager avec un ordinateur ou un périphérique relié à celui-ci. L’accès en ligne comprend les matériaux accessibles, mais qui ne peuvent pas être manipulés physiquement. Le sujet des ressources électroniques est de plus en plus discuté pour comprendre quand créer une nouvelle notice selon les changements qui sont apportés aux contenues. Une nouvelle notice est créée après l’addition de changements significatifs, comme des changements de programmation ou de langage de la ressource. Tout changement de tailles du support local ou autres changement comme celui-ci ne consiste pas le besoin d’une nouvelle notice selon l’ISBD. Toutefois, la création d’une nouvelle notice est à la discrétion de l’institut qui inclut ces ressources au sein de ses collections.

## Structure globale
L'ISBD définit les zones et les sous-zones de la description ainsi que le type d'information qu'elles peuvent ou doivent contenir, la ponctuation, l'usage des langues, et d'autres règles, quel que soit le document catalogué.
Une notice ISBD (on parle aussi de « pavé ISBD ») se divise en zones au nombre de neuf, même si toutes ne sont pas toujours nécessaires :
- zone 0 : contenu et type de médiation (indication générale du type de ressource) ;
- zone 1 : titre et mention de responsabilité (auteurs, traducteurs) ;
- zone 2 : édition (1re, 2e, nouvelle édition) ;
- zone 3 : zone particulière aux cartographies et aux documents électroniques ;
- zone 4 : adresse bibliographique (lieu d'édition, éditeur, date) ;
- zone 5 : collation (description physique : pagination, format, illustration) ;
- zone 6 : collection ;
- zone 7 : notes (on y mentionne notamment la présence d'une bibliographie si besoin) ;
- zone 8 : numéro international normalisé (ISBN, ISSN) et éventuellement prix.